# Emmanuel Lubezki
Emmanuel Lubezki, né Emmanuel Lubezki Morgenstern à Mexico en 1964, est un directeur de la photographie mexicain, nommé et récompensé plusieurs fois à l'Oscar de la meilleure photographie, et le seul à l'avoir eu trois années consécutives (en 2013, 2014 et 2015). Il est un collaborateur de longue date d'Alfonso Cuarón, et plus récemment d'Alejandro González Iñárritu et Terrence Malick.

## Filmographie

### Cinéma

#### Longs métrages
- 1991 : Uniquement avec ton partenaire (Sólo con tu pareja) d'Alfonso Cuarón
- 1992 : Les Épices de la passion (Como agua para chocolate) d'Alfonso Arau
- 1993 : Twenty Bucks de Keva Rosenfeld
- 1993 : Miroslava d'Alejandro Pelayo
- 1993 : The Harvest de David Marconi
- 1994 : Génération 90 (Reality Bites) de Ben Stiller
- 1994 : Ámbar de Luis Estrada
- 1995 : La Petite princesse (A Little Princess) d'Alfonso Cuarón
- 1995 : Les Vendanges de feu (A Walk in the Clouds) d'Alfonso Arau
- 1996 : Birdcage de Mike Nichols
- 1998 : De grandes espérances (Great Expectations) d'Alfonso Cuarón
- 1998 : Rencontre avec Joe Black (Meet Joe Black) de Martin Brest
- 1999 : Sleepy Hollow de Tim Burton
- 2000 : Ce que je sais d'elle... d'un simple regard (Things You Can Tell Just by Looking at Her) de Rodrigo Garcia
- 2001 : Y tu mamá también d'Alfonso Cuarón
- 2001 : Cœurs perdus en Atlantide (Hearts in Atlantis) de Scott Hicks, non crédité
- 2001 : Ali de Michael Mann
- 2003 : Le Chat chapeauté (The Cat in the Hat)  de Bo Welch
- 2004 : The Assassination of Richard Nixon de Niels Mueller
- 2004 : Les Désastreuses Aventures des orphelins Baudelaire (Lemony Snicket's A Series of Unfortunate Events) de Brad Silberling
- 2005 : Le Nouveau monde (The New World) de Terrence Malick
- 2006 : Les Fils de l'homme (Children of Men) d'Alfonso Cuarón
- 2007 : Chacun son cinéma, segment d'Alejandro González Iñarritu
- 2008 : Burn After Reading de Joel et Ethan Coen
- 2011 : The Tree of Life de Terrence Malick
- 2013 : Gravity d'Alfonso Cuarón
- 2013 : À la merveille (To the Wonder) de Terrence Malick
- 2014 : Birdman de Alejandro González Iñárritu
- 2015 : Les Derniers jours dans le désert (Last Days in the Desert) de Rodrigo García
- 2015 : Knight of Cups de Terrence Malick
- 2015 : The Revenant d'Alejandro González Iñárritu
- 2017 : Song to Song de Terrence Malick
- 2022 : Amsterdam de David O. Russell

#### Courts métrages
- 1983 : Vengeance is Mine d'Alfonso Cuarón
- 1985 : Sera por eso que la quiero tanto de Carlos Marcovich
- 1988 : Los Buzos diamantistas de Marcela Couturier
- 1990 : La Muchacha de Dorotea Guerra
- 2002 : De Mesmer, con amor o Té para dos de Salvador Aguirre et Alejandro Lubezki

### Télévision
- 1988 : Hora Marcada (série télévisée)
- 1990 : El Motel de la muerte (téléfilm)
- 1993 : Fallen Angels (série télévisée)

## Distinctions

### Récompenses
- Les Fils de l'homme
  - Mostra de Venise 2006 : Prix Osella pour la meilleure contribution technique
  - British Academy Film Awards 2007 : meilleure photographie
- San Diego Film Critics Society Awards 2013 : meilleure photographie pour À la merveille

- Gravity
  - Austin Film Critics Association Awards 2013 : meilleure photographie
  - Black Film Critics Circle Awards 2013 : meilleure photographie
  - Boston Society of Film Critics Awards 2013 : meilleure photographie
  - British Academy Film Awards 2014 : meilleure photographie
  - Central Ohio Film Critics Association Awards 2014 : meilleure photographie
  - Chicago Film Critics Association Awards 2013 : meilleure photographie
  - Critics' Choice Movie Awards 2014 : meilleure photographie
  - Dallas-Fort Worth Film Critics Association Awards 2013 : meilleure photographie
  - EDA Awards 2013 : meilleure photographie
  - Florida Film Critics Circle Awards 2013 : meilleure photographie
  - Georgia Film Critics Association Awards 2014 : meilleure photographie
  - Houston Film Critics Society Awards 2013 : meilleure photographie
  - Nevada Film Critics Society Awards 2013 : meilleure photographie
  - North Texas Film Critics Association Awards 2014 : meilleure photographie
  - Online Film Critics Society Awards 2013 : meilleure photographie
  - Phoenix Film Critics Society Awards 2013 : meilleure photographie
  - San Francisco Film Critics Circle Awards 2013 : meilleure photographie
  - Southeastern Film Critics Association Awards 2013 : meilleure photographie
  - St. Louis Film Critics Association Awards 2013 : meilleure photographie
  - Utah Film Critics Association Awards 2013 : meilleure photographie
  - Washington D.C. Area Film Critics Association Awards 2013 : meilleure photographie
  - American Society of Cinematographers Awards 2014 : meilleure photographie
  - Oscars du cinéma 2014 : meilleure photographie

- Birdman
  - Festival du film de Hollywood 2014 : Hollywood Cinematography Award
  - Boston Society of Film Critics Awards 2014 : meilleure photographie
  - Boston Online Film Critics Association Awards 2014 : meilleure photographie
  - Dallas-Fort Worth Film Critics Association Awards 2014 : meilleure photographie pour Emmanuel Lubezki
  - Los Angeles Film Critics Association Awards 2014 : meilleure photographie
  - Phoenix Film Critics Society Awards 2014 : meilleure photographie
  - St. Louis Film Critics Association Awards 2014 : meilleure photographie
  - Washington D.C. Area Film Critics Association Awards 2014 : meilleure photographie
  - British Academy Film Awards 2015 : meilleure photographie
  - Critics' Choice Movie Award 2015 : meilleure photographie
  - American Society of Cinematographers Awards 2015 : meilleure photographie
  - Oscars du cinéma 2015 : meilleure photographie

- The Revenant
  - British Academy Film Awards 2016 : meilleure photographie
  - American Society of Cinematographers Awards 2016 : Meilleure photographie
  - Oscars du cinéma 2016 : meilleure photographie

### Nominations
- Oscars du cinéma 1996 : meilleure photographie pour La Petite princesse
- Oscars du cinéma 2000 : meilleure photographie pour Sleepy Hollow
- Oscars du cinéma 2006 : meilleure photographie pour Le Nouveau monde
- Oscars du cinéma 2007 : meilleure photographie pour Les Fils de l'homme
- Oscars du cinéma 2012 : meilleure photographie pour The Tree of Life